# Josef Hofbauer (Schriftsteller)
Josef Hofbauer (geboren am 20. Januar 1886 in Wien, Österreich-Ungarn; gestorben am 25. September 1948 in Frankfurt am Main) war ein tschechoslowakischer Journalist und Schriftsteller.

## Leben
Hofbauer war der Sohn eines Arbeiters. Der in der sozialdemokratischen Jugendbewegung aktive Schriftsetzer war 1904 Mitbegründer des Verbandes jugendlicher Arbeiter Österreichs, dem Vorläufer der Sozialistischen Arbeiter-Jugend. 1910 wurde er von Josef Seliger in die Redaktion der Zeitschrift Freiheit in Teplitz-Schönau berufen, wo er sich am Aufbau sozialistischer Jugendverbände beteiligte.
Von 1914 bis 1918 war er Soldat im Ersten Weltkrieg.
1919 wurde er Chefredakteur der Freiheit,
1921 der Sozialistischen Jugend.
1924 kam er als Redakteur des Sozialdemokrat und später dann auch der Zeitschriften Gleichheit und Frauenwelt nach Prag.
Als Mitglied des Vorstands der Deutschen sozialdemokratischen Arbeiterpartei in der Tschechoslowakischen Republik (DSAP) emigrierte er nach dem Anschluss der deutschsprachigen Gebiete Böhmens in Folge des Münchner Abkommens im Herbst 1938 nach Malmö in Schweden, wo er in mehreren Exilzeitschriften mitarbeitete.
Nach dem Ende der Naziherrschaft ließ er sich 1948 in Frankfurt am Main nieder und wurde dort Chefredakteur der Sozialistischen Tribüne.
Im gleichen Jahr starb er im Alter von 62 Jahren.
Hofbauer verfasste politische und biografische Schriften über Seliger und Masaryk, daneben sozialkritisch-kämpferische Lyrik. Als sein bedeutendstes Werk gilt der auf Hofbauers Kriegstagebuch basierende Roman Der Marsch ins Chaos (1930), dessen realistische Darstellung des Krieges an der österreichisch-italienischen Front zeitgenössischen Tendenzen zur Mythisierung des Fronterlebnisses im Ersten Weltkrieg entgegentrat:

„Wildes, donnerndes Krachen, das den Steinboden erschüttert, reißt die Schlafenden auf, wirft sie in die Höhe. Schlag auf Schlag. Zischen und Heulen in den Lüften. Steine, große Blöcke und kleinere Stücke, Metalltrümmer, Erde stürzen polternd nieder. Feuer spritzt im Graben auf, sprüht nach allen Seiten – dunkle Springquellen wirbeln empor, sinken zusammen, sinken in neu aufbrennende Flammenstrahlen. Schlag auf Schlag – hundert krachende Schläge zu gleicher Zeit – ein gigantischer Hammer zertrümmert den Monte San Michele und die Gänge und Höhlen, die winzigen Menschlein in seinen Leib geritzt, zerstampft mit den Gräben die Menschlein, die sie in vielwochenlanger Arbeit gebaut.“

Der Nachlass Hofbauers befindet sich im Collegium Bohemicum in Ústí nad Labem in Tschechien.

## Werke
- Der Kampf um Deutschböhmen. Leipzig 1919.
- Was will der Sozialismus? Versuch einer gemeinverständlichen Darstellung. Teplitz-Schönau 1925.
- Im roten Wien. Studien-Reise deutscher Arbeiter aus der Tschechoslowakei. Prag 1926.
- Der Marsch ins Chaos. Österreichs Kriegsbuch von der italienischen Front. Wien 1930.
- mit Emil Strauß: Josef Seliger. Ein Lebensbild. Prag 1930.
- Wien, Stadt der Lieder. Gedichtzyklus. Bodenbach 1934.
- Dorf in Scherben. Ein Glasarbeiterroman. Bratislava 1937.
- Der große alte Mann. Ein Masaryk-Buch. Bratislava 1938.
- Späte Ernte. Gedichte. Stockholm 1944. Neuausgabe: Stuttgart 1973. Zusammengestellt von Adolf Hasenöhrl (teilweise veränderte Fassung der Ausgabe Stockholm 1944).